# Maria Bello

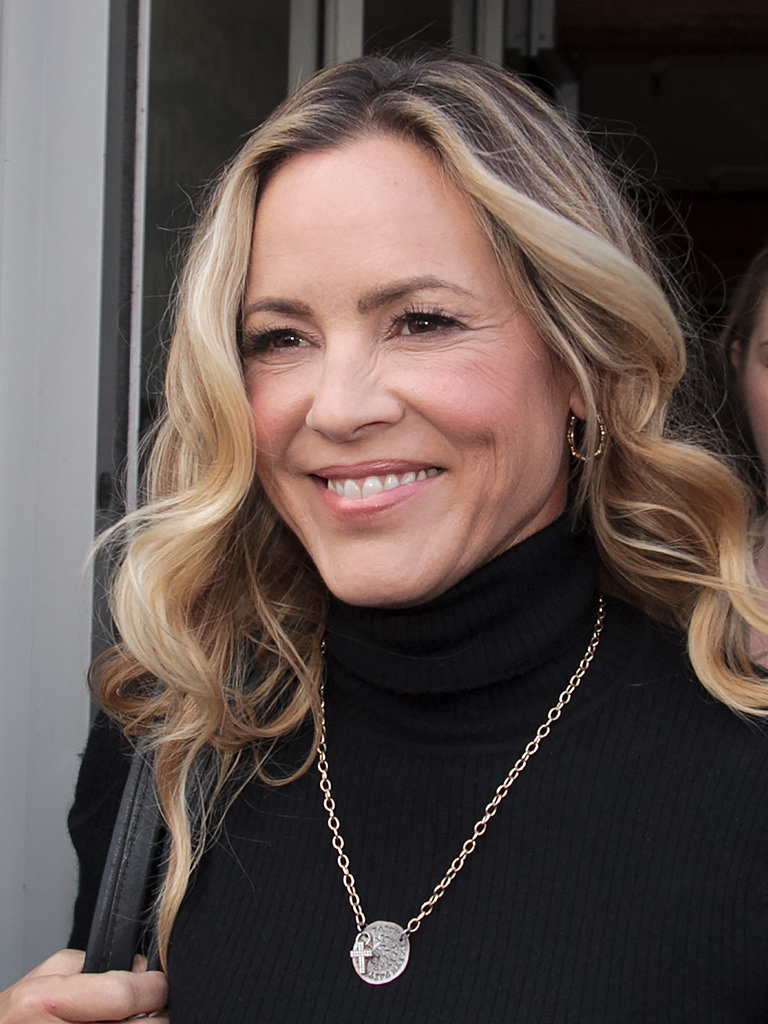
Maria Bello beim Toronto International Film Festival 2016

Maria Elaina Bello (* 18. April 1967 in Norristown, Pennsylvania) ist eine US-amerikanische Schauspielerin italienisch-polnischer Abstammung. Sie ist auch als Filmproduzentin tätig.

## Leben

### Kindheit und erste Auftritte
Bello wuchs mit drei Geschwistern in Norristown, einer Kleinstadt in Pennsylvania, auf. Ihre Mutter arbeitete als Lehrerin und Schulkrankenschwester, ihr Vater war im Bauwesen tätig. Bello besuchte eine katholische High School, bevor sie an der Villanova University Jura und Politikwissenschaften studierte, um Anwältin zu werden. Sie besuchte einen Theaterkurs und entdeckte so ihre Liebe zur Schauspielerei. Nach ihrem Abschluss im Jahr 1989 zog Bello nach New York City, um eine professionelle Schauspielerin zu werden.
Ihre ersten Auftritte hatte Bello in Werbespots und zahlreichen Off-Broadway-Stücken, unter anderem in The Killer Inside Me, Small Town Gals With Big Problems und Urban Planning. Anfang der 1990er Jahre, als sie sich als Putzfrau verdingte und für Geld Hunde ausführte, gelangte Bello an einige TV-Gastrollen, so unter anderem in den Serien Der Polizeichef (1991), Nowhere Man – Ohne Identität! (1995), Misery Loves Company (1995), Due South (1994) und dem Spielfilm Maintenance (1992).

### Schauspielkarriere
Der erste Erfolg kam mit einer Fernsehrolle in einem Remake von 77 Sunset Strip, einer US-amerikanischen Fernsehserie aus den späten 1950er Jahren. Zwar wurde der Fernsehfilm nie ausgestrahlt, doch die Produzenten Kerry Lenhart und John J. Sakmar wurden bei den Dreharbeiten auf die 1,65 m große Schauspielerin aufmerksam. Beide besetzten Bello 1996 für die weibliche Hauptrolle in der Fernsehserie Mr. & Mrs. Smith, in der sie neben Scott Bakula als Geheimagentin agierte und als Vorbereitung auf die Dreharbeiten Muay Thai, eine thailändische Kampfsportart erlernte. Obwohl die Fernsehserie nach acht Wochen wegen schlechter Einschaltquoten abgesetzt wurde, tat das Bellos Karriere keinen Abbruch. 1997 erhielt sie eine Gastrolle in der erfolgreichen Fernsehserie Emergency Room – Die Notaufnahme. In der Rolle der Dr. Anna Del Amico, einer leidenschaftlichen und eigenwilligen Kinderärztin, war Bello zwar nur in den letzten drei Folgen der dritten Staffel zu sehen, doch sie agierte so gut vor der Kamera, dass sie für die vierte Staffel der Krankenhausserie ein festes Engagement erhielt. Ein Jahr später wurde das ER-Team mit dem Screen Actors Guild Award in der Kategorie Bestes Schauspiel-Ensemble in einer Drama-Serie ausgezeichnet.
Durch ihre Auftritte in Emergency Room stieg Bellos Popularität und sie machte erste Gehversuche vom Fernsehen hin zum Filmgeschäft. Ihre erste Kinorolle hatte sie 1998 an der Seite von Ben Stiller und Elizabeth Hurley in Permanent Midnight – Voll auf Droge. Von den Kritikern gelobt, konnte Bello mit dem Thriller Payback – Zahltag an den Erfolg anknüpfen, in dem sie als Prostituierte Rosie zu sehen war, die Mel Gibson zu seiner Rache verhilft. Im Jahr 2000 war Bello gleich mit mehreren Filmen im Kino vertreten. Neben Gwyneth Paltrow war sie in der Komödie Traumpaare – Duets zu sehen, sie spielte in dem kleinen Independent-Film Sam the Man und verkörperte in der Komödie Coyote Ugly die taffe Unternehmerin Lil, die eine Western-Style-Bar in New York City betreibt. Für diese Rolle wurde Bello mit einem Blockbuster Entertainment Award in der Kategorie Beste Nebendarstellerin ausgezeichnet.

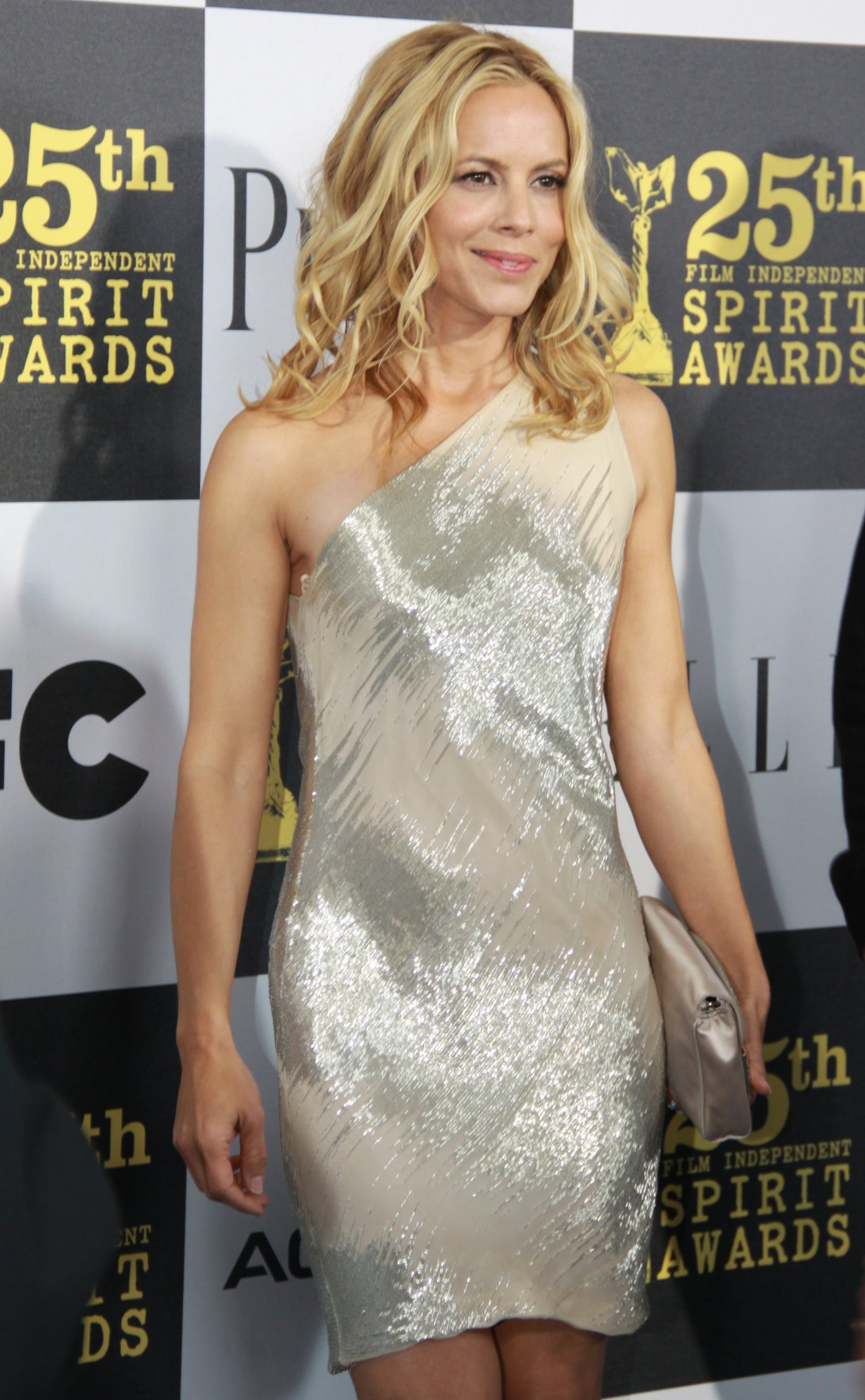
Maria Bello in Los Angeles (2010)

Im Jahr 2001 war Bello in dem IMAX-Film China: The Panda Adventure zu sehen, für dessen Dreharbeiten sie mehrere Monate im chinesischen Hochland verbrachte – wenige bis gar keine Toiletten und mehrere Lebensmittelvergiftungen eingeschlossen. Trotz dieser Erlebnisse ist Bello anstrengenden Reisen nicht abgeneigt, und so besuchte sie unter anderem die afrikanischen Länder Tansania und Botswana, um Material für ein Buchprojekt zu sammeln, das von Kindern auf der ganzen Welt handelt. Bello setzt sich aber auch in ihrer Heimat für die Belange von Kindern ein und gehört zu den Mitbegründern des Dream Yard Drama Projects, eines Kunst- und Lehrprogramms, das Jugendlichen im New Yorker Stadtteil Harlem hilft, Sprach- und Leseschwächen zu korrigieren.
Im Jahr 2002 war Bello in dem Drama Auto Focus zu sehen, der Filmbiografie des ermordeten Fernsehstars Bob Crane (gespielt von Greg Kinnear). Ihren endgültigen Durchbruch im Filmgeschäft erlangte sie jedoch erst ein Jahr später mit der Gangsterfabel The Cooler – Alles auf Liebe. Hier agiert Bello als Kellnerin Natalie, die sich in einem Casino in Las Vegas in Bernie (gespielt von William H. Macy) verliebt, einen Unglücksraben, der seine Gabe dazu ausnutzt, auf Geheiß von Casino-Bossen die Gewinne in der Glücksspielmetropole zu senken. Für die Rolle, die den unglücklichen Bernie in einen Glückspilz verwandelt, wurde Bello von der Kritik gefeiert und für zahlreiche Filmpreise nominiert, unter anderem für den Golden Globe in der Kategorie Beste Nebendarstellerin. Im Anschluss daran war Bello in dem übersinnlichen Thriller Das geheime Fenster an der Seite von Johnny Depp zu sehen, sowie in der Politik-Satire Silver City. Als eine der gefragtesten Schauspielerinnen in Hollywood arbeitete Bello 2005 an sechs Filmprojekten, von denen The Sisters, die Verfilmung von Anton Tschechows bekanntem Theaterstück Die drei Schwestern, David Cronenbergs Drama A History of Violence, sowie der Horrorfilm The Dark inzwischen abgeschlossen sind. Für ihr Porträt der Edie Stall in A History of Violence wurde sie von der Kritik gelobt und für mehrere Filmpreise nominiert, darunter 2006 für den Golden Globe in der Kategorie Beste Hauptdarstellerin in einem Drama. Im gleichen Jahr folgten die Dreharbeiten zu Oliver Stones Film über die Terroranschläge am 11. September 2001 in New York. Hier agierte sie an der Seite von Nicolas Cage, Maggie Gyllenhaal und William Mapother. Im Sommer 2008 übernahm sie in Die Mumie: Das Grabmal des Drachenkaisers, der Fortsetzung von Die Mumie und Die Mumie kehrt zurück, die Rolle der Evy O’Connor, da Rachel Weisz wegen Desinteresses am Drehbuch die Zusammenarbeit abgelehnt hatte. Es folgten Nebenrollen in verschiedenen Kinofilmen, ehe Bello 2011 die Hauptrolle in der US-amerikanischen Fernsehserie Prime Suspect erhielt. Darin ist sie als New Yorker Polizistin zu sehen, die sich gegen ihre männlichen Kollegen bewähren muss. 2013 übernahm sie die weibliche Hauptrolle im James Wan produzierten und von Xavier Gens Regie geführten Horror-Thriller House of Horror. Von 2017 bis 2021 spielte sie in der US-Fernsehserie Navy CIS die forensische Psychologin und ehemals in Afghanistan gefangen genommene Soldatin Jacqueline Sloane. In der Folge 18x06 verließ sie die Serie.
Bello tritt seit 2010 auch als Filmproduzentin in Erscheinung.

### Privatleben
Bello lebte lange Zeit mit ihrem Lebensgefährten Dan McDermott, Geschäftsführer bei DreamWorks TV, zusammen in Los Angeles. Gemeinsam haben sie einen Sohn, der im März 2001 geboren wurde. Ende November 2013 gab Bello in einem Essay in der New York Times bekannt, dass sie aktuell mit einer Frau in einer Beziehung sei. Im Februar 2020 gab Bello ihre Verlobung mit der französischen Star-Köchin Dominique Crenn bekannt, die sie am 12. Mai 2024 heiratete.

## Bücher
- Whatever … Love Is Love: Questioning the Labels We Give Ourselves. HarperCollins, 2015, ISBN 978-0-06-235183-8.

## Filmografie (Auswahl)
- 1992: Maintenance
- 1995: Nowhere Man – Ohne Identität! (Nowhere Man, Fernsehserie, Episode 11)
- 1996–1997: Das Seattle Duo (Mr. and Mrs. Smith, Fernsehserie, 14 Folgen)
- 1997–1998: Emergency Room – Die Notaufnahme (ER, Fernsehserie, 25 Folgen)
- 1998: Permanent Midnight – Voll auf Droge (Permanent Midnight)
- 1999: Payback – Zahltag (Payback)
- 2000: Sam the Man
- 2000: Coyote Ugly
- 2000: Traumpaare (Duets)
- 2001: China: The Panda Adventure
- 2002: Auto Focus
- 2002: 100 Mile Rule
- 2003: The Cooler – Alles auf Liebe (The Cooler)
- 2004: Nobody’s Perfect
- 2004: Das geheime Fenster (The Secret Window)
- 2004: Silver City
- 2005: Das Ende – Assault on Precinct 13 (Assault on Precinct 13)
- 2005: The Sisters
- 2005: A History of Violence
- 2005: The Dark
- 2005: Thank You for Smoking
- 2006: World Trade Center
- 2006: Flicka – Freiheit. Freundschaft. Abenteuer. (Flicka)
- 2007: Spiel mit der Angst (Butterfly on a Wheel)
- 2007: Unverblümt – Nichts ist privat (Towelhead)
- 2007: Der Jane Austen Club (The Jane Austen Book Club)
- 2008: Das gelbe Segel (The Yellow Handkerchief)
- 2008: Downloading Nancy
- 2008: Die Mumie: Das Grabmal des Drachenkaisers (The Mummy: Tomb of the Dragon Emperor)
- 2009: Pippa Lee (The Private Lives of Pippa Lee)
- 2010: Company Men (The Company Men)
- 2010: Kindsköpfe (Grown Ups)
- 2010: Law & Order: Special Victims Unit (Fernsehserie, 2 Folgen)
- 2010: Beautiful Boy
- 2011: Atemlos – Gefährliche Wahrheit (Abduction)
- 2011: Carjacked
- 2011–2012: Prime Suspect (Fernsehserie, 13 Folgen)
- 2012–2013: Touch (Fernsehserie, 10 Folgen)
- 2013: Kindsköpfe 2 (Grown Ups 2)
- 2013: Prisoners
- 2013: Dritte Person (Third Person)
- 2014: Big Driver (Fernsehfilm)
- 2015: City of McFarland (McFarland, USA)
- 2015: Bravetown
- 2015: Demonic
- 2016: The Confirmation
- 2016: Die 5. Welle (The 5th Wave)
- 2016: Lights Out
- 2016: Max Steel
- 2016: Wait Till Helen Comes (Fernsehfilm)
- 2016: The Journey Is the Destination
- 2016: The Late Bloomer
- 2016: Goliath (Fernsehserie, 8 Folgen)
- 2017: Die wunderbare Reise der Lucy – Auf der Suche nach Fellini (In Search of Fellini)
- 2017–2021: Navy CIS (NCIS, Fernsehserie, 71 Folgen)
- 2018: Better Start Running
- 2018: Exit (Kurzfilm)
- 2018: Letztendlich sind wir dem Universum egal (Every Day)
- 2018: Giant Little Ones
- 2020: The Water Man
- 2022: The Woman King (Produktion und Drehbuch)
- 2023: Beef (Fernsehserie, 9 Folgen)
- 2025: The Waterfront (Fernsehserie)

## Auszeichnungen

### Golden Globe
- 2004: nominiert als Beste Nebendarstellerin für The Cooler – Alles auf Liebe
- 2006: nominiert als Beste Hauptdarstellerin in einem Drama für A History of Violence

### Weitere Preise
Blockbuster Entertainment Award
- 2001: Beste Nebendarstellerin Komödie oder Romantikfilm für Coyote Ugly

Broadcast Film Critics Association Awards
- 2006: nominiert als Beste Nebendarstellerin für A History of Violence

Fort Lauderdale International Film Festival
- 2002: Neuer Star am Horizont

Golden Satellite Awards
- 2004: Beste Nebendarstellerin (Drama) für The Cooler – Alles auf Liebe

New York Film Critics Circle Awards
- 2005: Beste Nebendarstellerin für A History of Violence

Online Film Critics Society Awards
- 2004: nominiert als Beste Nebendarstellerin für The Cooler – Alles auf Liebe

Screen Actors Guild Awards
- 1998: Bestes Schauspielensemble in einer Drama-Serie für Emergency Room (unter anderem mit George Clooney, Anthony Edwards, Laura Innes und Julianna Margulies)
- 2004: nominiert als Beste Nebendarstellerin für The Cooler – Alles auf Liebe